# 雷射墨線儀
雷射墨線儀是用雷射標示水平線及垂直線的機器，分為手動、自動校正水平兩種，校正完畢後，使用開關啟動投射水平雷射線及垂直雷射線，作為施工參考依據，因雷射投射強度不同，實際可見範圍亦有差異。